# Грънчари
Грънчари (на македонска литературна норма: Грнчари; на албански: Gërçari) е село в община Ресен, Северна Македония.

## География
Селото e разположено на юг от град Ресен, в западните поли на Баба планина, като на запад от селото се открива Ресенското поле и Голямото Преспанско езеро. Грънчари е своеобразна граница между Горна и Долна Преспа, но се приема, че е част от Долна Преспа, докато разположеното на по-малко от 2 км северно от него село Подмочани се приема за горнопреспанско.

## История
В XIX век Грънчари е село в Битолска кааза, Нахия Долна Преспа на Османската империя. В „Етнография на вилаетите Адрианопол, Монастир и Салоника“, издадена в Константинопол в 1878 година и отразяваща статистиката на населението от 1873 година, Грънчари (Grentchari) е посочено като село с 47 домакинства и 48 жители мюсюлмани и 88 българи.
Според статистиката на Васил Кънчов („Македония. Етнография и статистика“) от 1900 година Грънчари има 465 жители, от които 165 българи християни и 300 арнаути мохамедани.
На Етнографската карта на Битолския вилает на Картографския институт в София от 1901 година Грънчари е смесено село българи, албанци и власи в Битолската каза на Битолския санджак с 94 къщи.
В началото на XX век българското население на селото е под върховенството на Българската екзархия. По данни на секретаря на екзархията Димитър Мишев („La Macédoine et sa Population Chrétienne“) през 1905 година в Грънчари има 120 българи екзархисти и 360 албанци. Българската църква „Свети Атанас“ се намира недалеч от селото, а в близост е и църквата „Свети Илия“, която е от първата половина на XIII век.
Според преброяването от 2002 година селото има 972 жители, от които:
| Националност     | Всичко |
| северномакедонци | 79     |
| албанци          | 326    |
| турци            | 11     |
| роми             | 0      |
| власи            | 0      |
| сърби            | 0      |
| бошняци          | 0      |
| други            | 1      |

## Личности
Родени в Грънчари
- Мирче Филип Кушах, българин, православен, арестуван преди април 1904 година,[8] обвинен в кражба на „облекла и домашни предмети от християнското население на Подмочани, което изгоряло по време на бунта“, осъден на 6 месеца затвор от Първостепенния наказателен отдел, лежал в Битолския затвор, амнистиран с общата амнистия от 12 април 1904 година[9]
- Сеид Мехмед, арестуван преди април 1904 година, обвинен в кражба на „облекла и домашни предмети от християнското население на Подмочани, което изгоряло по време на бунта“, осъден на 6 месеца затвор от Първостепенния наказателен отдел, лежал в Битолския затвор, амнистиран с общата амнистия от 12 април 1904 година[8]
- Тафил Садик, арестуван преди април 1904 година, обвинен в кражба на „облекла и домашни предмети от християнското население на Подмочани, което изгоряло по време на бунта“, осъден на 6 месеца затвор от Първостепенния наказателен отдел, лежал в Битолския затвор, амнистиран с общата амнистия от 12 април 1904 година[8]
- Яшар Мехмед, българин, православен, арестуван преди април 1904 година,[8] обвинен в кражба на „облекла и домашни предмети от християнското население на Подмочани, което изгоряло по време на бунта“, осъден на 6 месеца затвор от Първостепенния наказателен отдел, лежал в Битолския затвор, амнистиран с общата амнистия от 12 април 1904 година[9]